# Malcolm Huckaby
Malcolm J. Huckaby (Bristol, 7 april 1972) is een Amerikaans voormalig basketballer.

## Carrière
Huckaby speelde in zijn jeugd zowel basketbal als honkbal. Hij werd in 1990 gekozen in de MLB Draft door de Houston Astros als 1285e in de 51e ronde. Hij speelde van 1990 tot 1994 collegebasketbal voor de Boston College Eagles. In april 1994 werd hij gedraft door de Connecticut Skyhawks uit de United States Basketball League in de territorial phase als tweede na Doremus Bennerman. In mei 1994 haalde hij ook de uiteindelijke ploeg na deelname in het oefenkamp voor de start van het seizoen. Eind mei verliet hij de club alweer en in juni 1994 werd hij niet gekozen in de NBA draft. Hij ging daarop in Frankrijk spelen en tekende bij derdeklasser Hermine de Nantes Atlantique.
In september 1994 werd hij als 107e gekozen in de CBA draft van dat jaar door de Hartford Hellcats. In februari 1995 toen de Hartford Hellcats stopte met bestaan werden zijn rechten gekozen door de Sioux Falls Skyforce in de CBA dispersal draft. Met zijn Franse ploeg promoveerde hij aan het einde van het seizoen naar de tweede klasse en Huckaby bleef bij de club voor het seizoen 1995/96. In juni 1995 tekende hij wel bij de Miami Tropics uit de USBL. Na nog een seizoen in Frankrijk keerde hij in mei 1996 terug naar Amerika en tekende bij de Portland Mountain Cats uit de USBL, oorspronkelijk op de geblesseerde lijst maar al na een paar dagen in de actieve ploeg.
In juli 1996 speelde hij tijdens het zomerkamp van de Philadelphia 76ers. Voor het seizoen 1996/97 tekende hij bij het Italiaanse Andrea Costa Imola samen met landgenoot Bill Jones maar door een blessure werd hij eind september 1996 al vervangen door Matt Alosa en door een operatie in januari 1997 miste het grootste deel van het seizoen. In April 1997 werden zijn rechten in de USBL overgedragen aan de Portland Wave. Hij tekende eind mei 1997 echter voor Atlantic City Seagulls uit de USBL en werd met hen kampioen.
Vanaf eind augustus tot in oktober 1997 speelde hij op het trainingskampen van de Miami Heat. In oktober 1997 tekende hij een contract bij de Heat. Hij speelde met de Heat ook de voorbereidingswedstrijden voor de start van het seizoen. Hij haalde de uiteindelijke selectie van de Heat maar startte het seizoen op de geblesseerde lijst. Door de blessure van een seizoen eerder moest hij eind januari 1998 opnieuw een operatie ondergaan en was voor de rest van het seizoen uit, hij werd vervanger door Rex Walters. Zijn contract werd niet verlengd na het seizoen en bleef een vrije spelers voor het seizoen 1998/99.
In juli 1999 werd hij door de Trenton Shooting Stars gekozen in de IBL Draft 1999 in de 17e ronde. Na zijn carrière als basketballer ging hij werken in de financiële sector en daarna bij ESPN als journalist en commentator.

## Erelijst
- USBL-kampioen: 1997
- Boston College Varsity Club Athletic Hall of Fame: 2004[20]
- ACC Basketball Legends: 2015[20]
- Bristol Sports Hall of Fame: 2019[21]